# Polyrhachis hodgsoni
Polyrhachis hodgsoni é uma espécie de formiga do gênero Polyrhachis, pertencente à subfamília Formicinae.